# کریستف پفینگستن
کریستف پفینگستن (انگلیسی: Christoph Pfingsten؛ زادهٔ ۲۰ نوامبر ۱۹۸۷) دوچرخه‌سوار اهل آلمان است.
از باشگاه‌هایی که در آن بازی کرده‌است می‌توان به بورا–هانسگروهه اشاره کرد.